# Gemerské Teplice
Gemerské Teplice (em húngaro: Jolsvatapolca) é um município da Eslováquia, situado no distrito de Revúca, na região de Banská Bystrica. Tem 12,72 km² de área e sua população em 2018 foi estimada em 367 habitantes.

## Demografia
| Ano:        | 1994 | 2004   | 2014   | 2024   |
| ----------- | ---- | ------ | ------ | ------ |
| Broj ljudi: | 370  | 390    | 381    | 370    |
| Razlika:    |      | +5,40% | -2,30% | -2,88% |

| Ano:               | 2023 | 2024   |
| ------------------ | ---- | ------ |
| Número de pessoas: | 373  | 370    |
| Diferença:         |      | -0,80% |